# Tenggarejo
Tenggarejo is een bestuurslaag in het regentschap Tulungagung van de provincie Oost-Java, Indonesië. Tenggarejo telt 1934 inwoners (volkstelling 2010).